# Autoroute cantonale A13
Pour les articles homonymes, voir Autoroute A13.
L'autoroute cantonale A13 est une semi-autoroute de Suisse d'une longueur de 9,6 km permettant de contourner Locarno. Faisant originellement partie du réseau des routes cantonales du canton du Tessin, elle a intégré en 2012 la route nationale N13 avec une classe 2. Le principal ouvrage de l'autoroute est le tunnel Mappo-Morettina, long de 5 518 m. Son tracé suit celui de la route principale 13.
Le 10 décembre 2012, la semi-autoroute cantonale A13 est intégrée à la route nationale 13, principalement constituée de l'autoroute A13, avec l'Office fédéral des routes (OFROU) comme gestionnaire. Cette décision est liée au projet de prolongation de l'autoroute A13 (tronçon Bellinzone - Magadino) voulue par le canton du Tessin.

## Itinéraire
|        | N° | km | Nom                   | Directions                                                   | Remarques     |
| ------ | -- | -- | --------------------- | ------------------------------------------------------------ | ------------- |
| Sortie |    |    | Magadino              | Magadino, Aéroport de Locarno, Locarno, Cugnasco, Bellinzona |               |
| Sortie |    |    | Tenero/Valle Verzasca | Tenero/Valle Verzasca, Gordola,                              |               |
| Sortie |    |    | Orselina              | Orselina, Tenero, Minusio,                                   | demi-jonction |
| Sortie |    |    | Locarno               | Locarno, Ascona,                                             |               |

## Ouvrages d'art
- Viadotto Verzasca
- Tunnel Mappo-Morettina (5 518 m)
- Viadotto Maggia

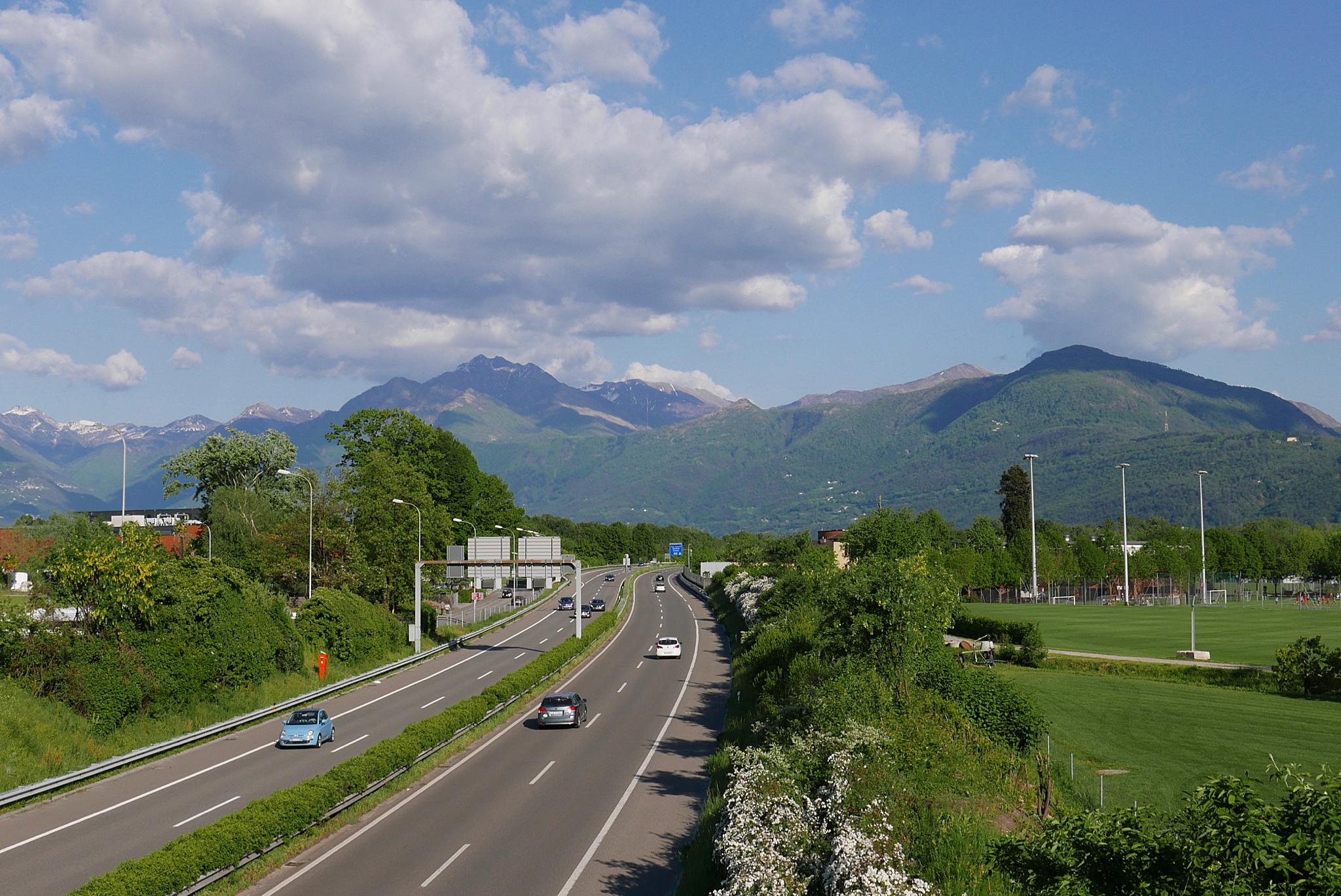
L'A13 entre Magadino et Tenero.
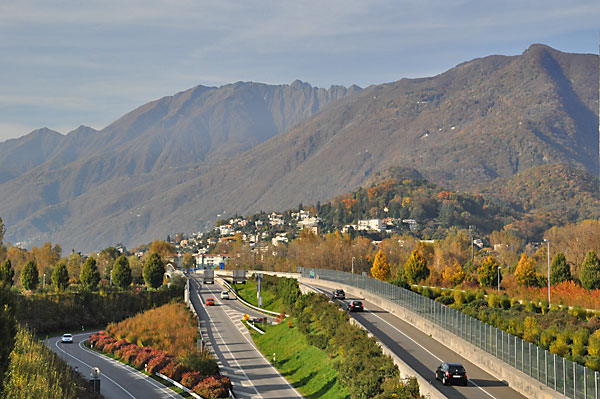
L'A13 à Locarno en direction d'Ascona.
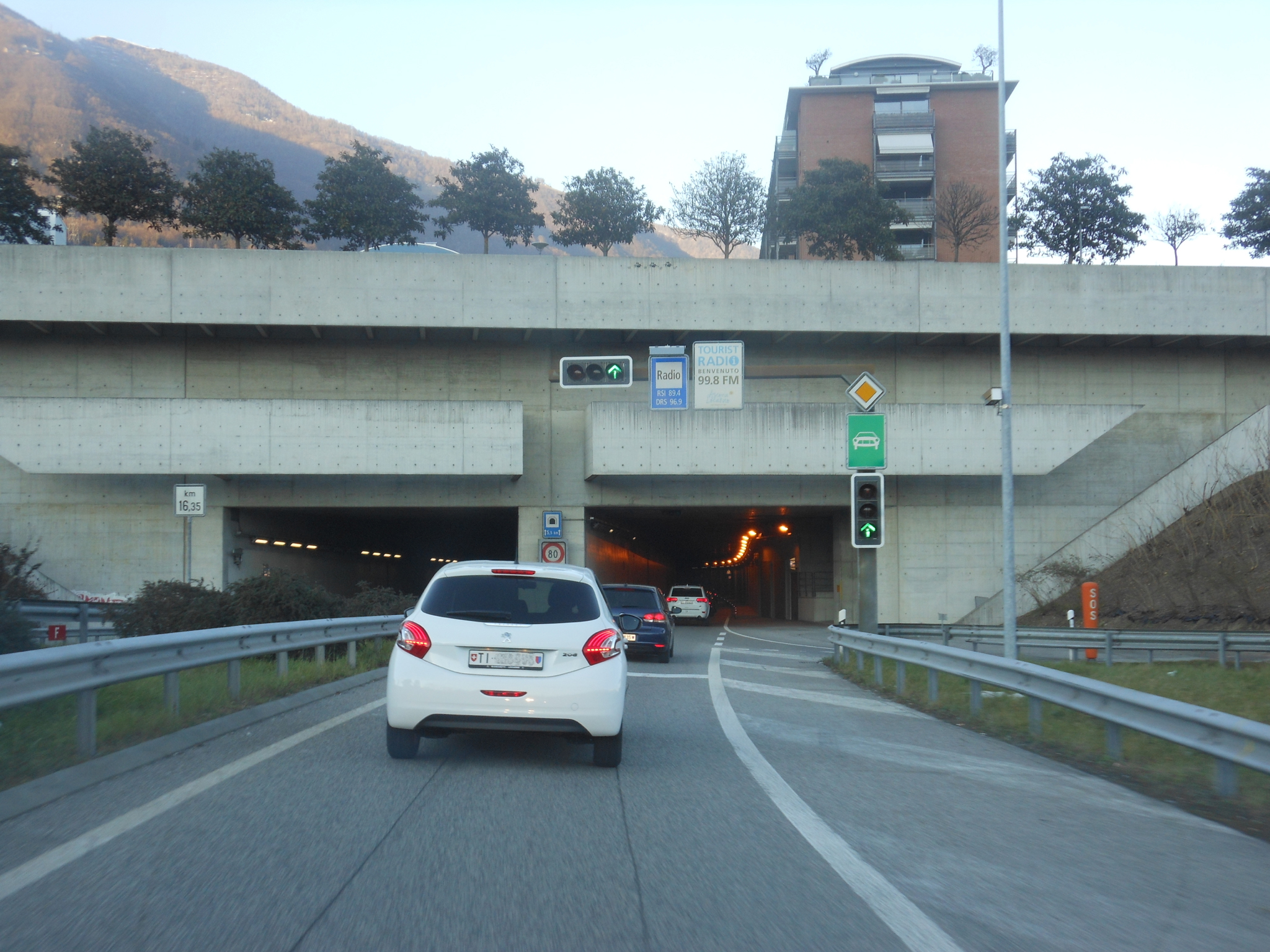
Entrée ouest (Locarno) du tunnel Mappo-Morettina.